# 史恆豐
史恆豐（1921年10月9日—2011年11月10日），字良毅，陝西華縣（今渭南市华州区）宜合村人，中華民國陸軍少將，以大膽島戰役中國軍指揮官聞名。

## 生平
幼年丧母，便随父生活，受严厉儒家教育。7岁入七里寺小学（今柳溪小学），后转咸林中学附小，继升咸中中学部，毕业后考入西北医学专科学校。
抗日战争爆发后，史恆豐於民國二十八年（1939年）投考进入中央陆军军官学校第十七期第一总队，结业后被分配到西安黄埔七分校任班长、区队长。
曾經擔任排、連、營、陸軍新兵第九訓練中心副指揮官, 陸軍新兵第一訓練中心指揮官，陸軍第二士校(高雄鳳山)副校長、陸軍第十七步兵師副師長，警備總部綠島指揮官。
1950年，擔任中華民國陸軍第75師225團第1營少校營長期間，駐防於大膽島擔任南山指揮官。在大膽島戰役爆發時指揮中華民國國軍。在此役中，國軍以不到三個連的兵力迎戰解放軍。解放軍遭國軍擊斃三百餘人，生俘三百餘人。
1975年11月30日以少將軍階退伍。受聘于桃园县大溪镇太平洋货柜公司，担任事业关系主任，直到1993年。并且担任新竹市陕西同乡会理事长。
2010年7月25日，史恆豐率同當年參戰部屬，重返戰地參加紀念大二膽島六十週年，他特別感謝國防部重視老兵，讓大家有生之年能重返大膽島，追悼當年為國捐軀的老戰友，並表示心中感觸很多，心情既激動又興奮。史恆豐並指出，當年戰役的勝利，國軍官兵從中應可領會，國家安全不能寄託在敵人的善意之上。
2011年11月10日晚間11時38分，史恆豐因肺積水導致心臟衰竭，病逝於新竹馬偕醫院。2012年3月7日，獲中華民國總統馬英九明令褒揚令。

## 學歷
- 陸軍官校第十七期（西安七分校）步兵科
- 革命實踐研究院軍官訓練團第五期
- 步兵學校高級班第十期
- 陸軍指揮參謀大學正規班第八期
- 革命實踐研究院黨政軍幹部聯合作戰班第十一期

## 褒揚令
公佈日:中華民國101年3月7日
華總二榮字第 10100046820 號

　　陸軍少將史恆豐，勁節剛介，恂蒙通達。少歲紅羊浩劫，國故頻仍，矢志效命戎軒，保民護土，爰投身陸軍官校。歷任營長、團長、副師長、綠島地區警備指揮官等職，秉愛國赤誠，作聖戰前驅，戮力安攘，委重投艱。剿匪期間，迭預山東、河南、安徽、江西暨廣東諸多戰役，馳騁南北，征伐四裔；躬歷行陣，匡復圖存。臺海戰役，堅守大二膽島，於浪濤水際中擊毀船艇多艘，於南北山激戰虜獲敵軍數百，陳師鞠旅，指揮若定；貫頤奮戟，扶危翼傾，誠迺提振我國軍士氣之大捷；復轉進南日島，搶灘登陸突襲，再俘共軍千餘人，魯陽揮戈，聲徽益壯。曾獲頒勳獎章十三座暨陸海空軍褒狀等殊譽，崇猷懋勛，身退有榮。綜其生平，論兵教戰，典範垂型袍澤；旂常著績，勇略聿昭青史，為國干城，允足矜式。遽聞遐齡遷化，軫懷彌殷，應予明令褒揚，用示政府篤念忠藎之至意。

總　　　統　馬英九　　　　

行政院院長　陳　冲　　　　